# Jeroen Van Heesvelde
Jeroen Van Heesvelde (14 juni 1990) is een Belgisch powerlifter.

## Levensloop
Van Heesvelde werd in 2016 zesde in zijn gewichtsklasse op het EK in het Tsjechische Pilsen. Hij tilde er in totaal 917,5 kg. Op de Wereldspelen van 2022 in het Amerikaanse Birmingham werd hij negende bij de zwaargewichten. Hij tilde er in totaal 942,5 kg, waarvan 365 kg bij de squat, 310 kg bij de deadlift en 267,5 kg bij het bankdrukken.